# Adherbal (Carthaagse admiraal)
Adherbal was een Carthaags admiraal die het bevel voerde over de Carthaagse vloot bij de Slag bij Drepana tijdens de Eerste Punische Oorlog. Die zeeslag was een duidelijke overwinning van Carthago op de Romeinse republiek en te danken aan het verrassingseffect dat Adherbal uitbuitte. Door de overwinning kon de Carthaagse vloot de Italiaanse en Siciliaanse kust plunderen.